# Club Overkoken
Club Overkoken is een komisch kookprogramma dat anno van 2003 tot 2006 wordt uitgezonden op enkele regionale televisiezenders in Nederland, waaronder Regio TV Utrecht en de regionale televisie van Brabant, waar het onder de naam Culinaire Beterweter wordt gepresenteerd. Het programma wordt gepresenteerd door chef-kok Pim Haaksman.

## Eerste seizoen
In het eerste seizoen werd Pim Haaksman bijgestaan door Jansen en Jansen, die allebei geen woord zeiden maar wel zeer nadrukkelijk aanwezig waren als rechterhand van Pim. Met z'n drieën zetten ze iedere week iets lekkers op tafel, wat op een ludieke manier werd gepresenteerd.

## Tweede seizoen
In het tweede seizoen gaat Pim Haaksman koken bij de mensen thuis in de regio Utrecht. Ook komt hij in de keuken van een verzorgingshuis en kookt hij met kerstmis voor daklozen.

## Derde seizoen
In het derde seizoen wordt er bij clubs op locatie gekookt, bij Yuri van Gelder, op een boksschool, maar ook een barbecue bij een rap-groep, waar er ook nog een leuke nieuwe jingle uitrolt.